# Nationaal park Valbonëdal
Het nationaal park Valbonëdal (Albanees: Parku Kombëtar Lugina e Valbonës) was een nationaal park in de Albanese Alpen in Albanië. Het park werd opgericht in 1996 en beslaat 80 vierkante kilometer rond de dorpen Dragobi, Valbonë, Cerem en Rragam. Het landschap bestaat uit bergen, bossen (beuk, Bosnische den, Macedonische den, grove den, en valleien. Het nationaal park beschermt het bovenste deel van het Valbonëdal. Het langeafstandswandelpad Peaks of the Balkans Trail loopt door het gebied.
Het park begint op 220 m hoogte bij de Shtrejti-kloof en loopt tot de hoogste piek Jezerca (2694 m). In 2022 werd het park samengevoegd met nationaal park Theth tot nationaal park Alpet e Shqipërisë. Het park sluit aan het nationaal park Prokletije in Montenegro en het nationaal park Bjeshkët e Nemuna in Kosovo. In het park komen verschillende diersoorten voor, waaronder bruine beer, gems, ree, lynx, auerhoen, everzwijn, steenarend.

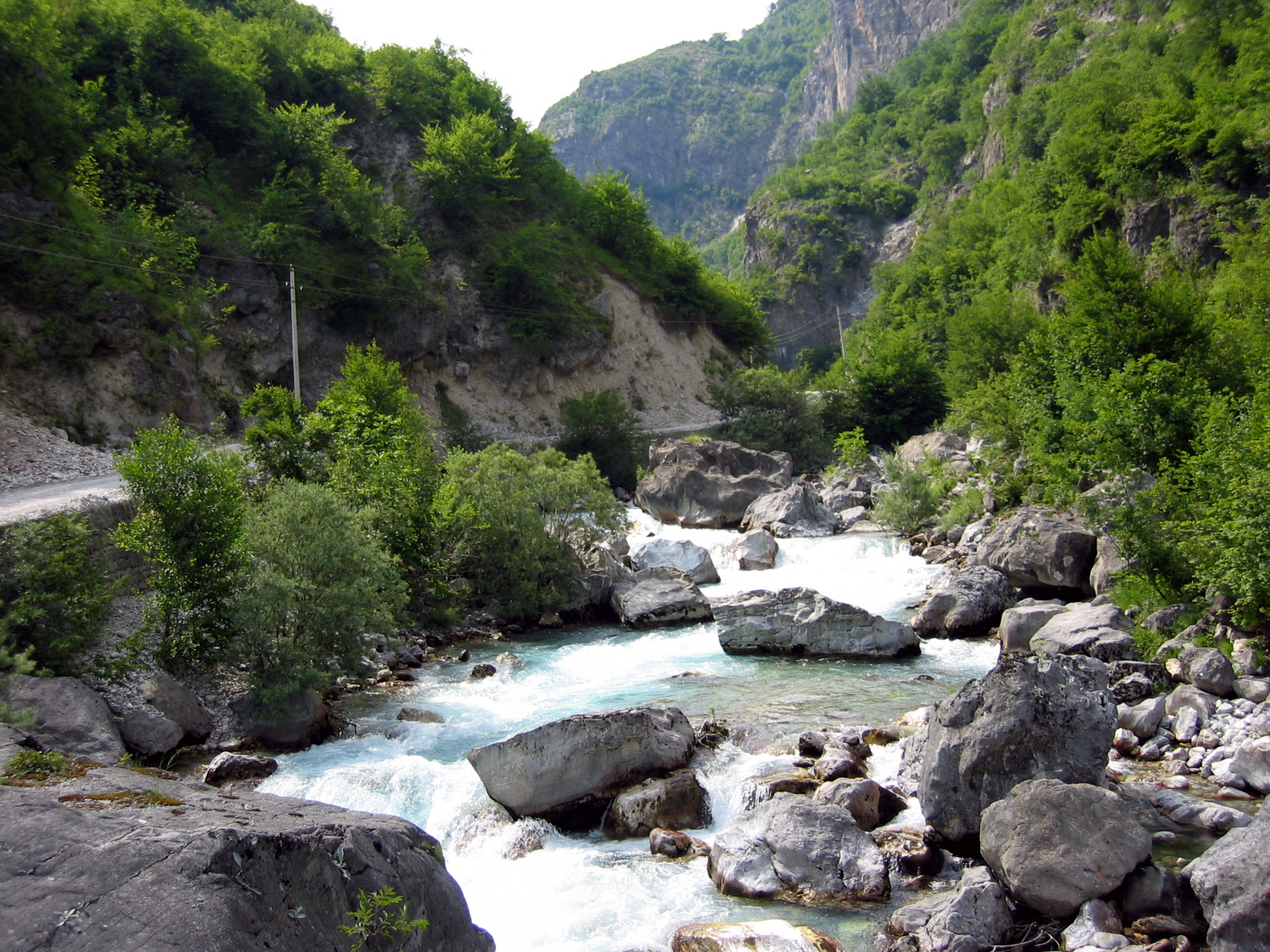
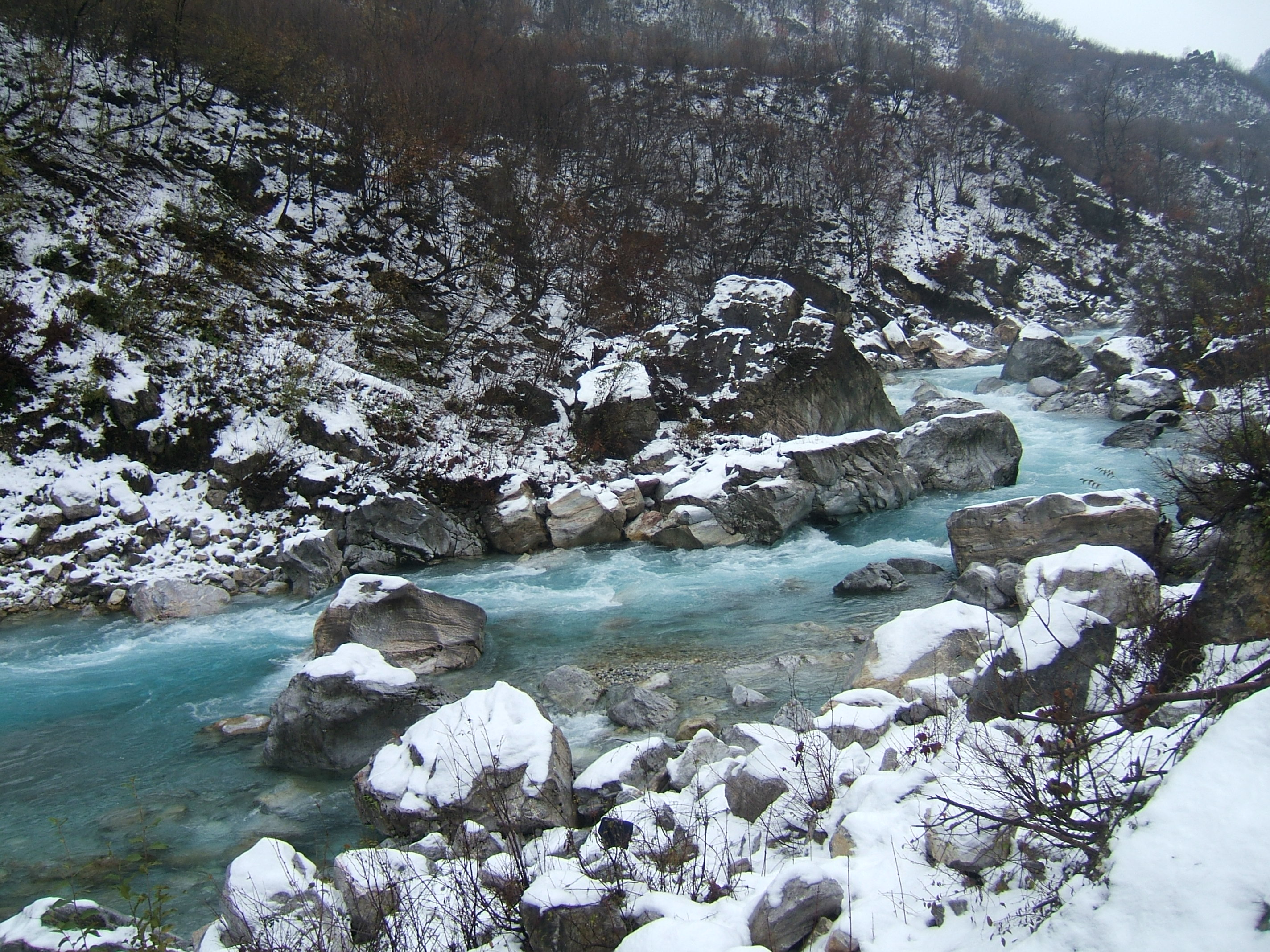
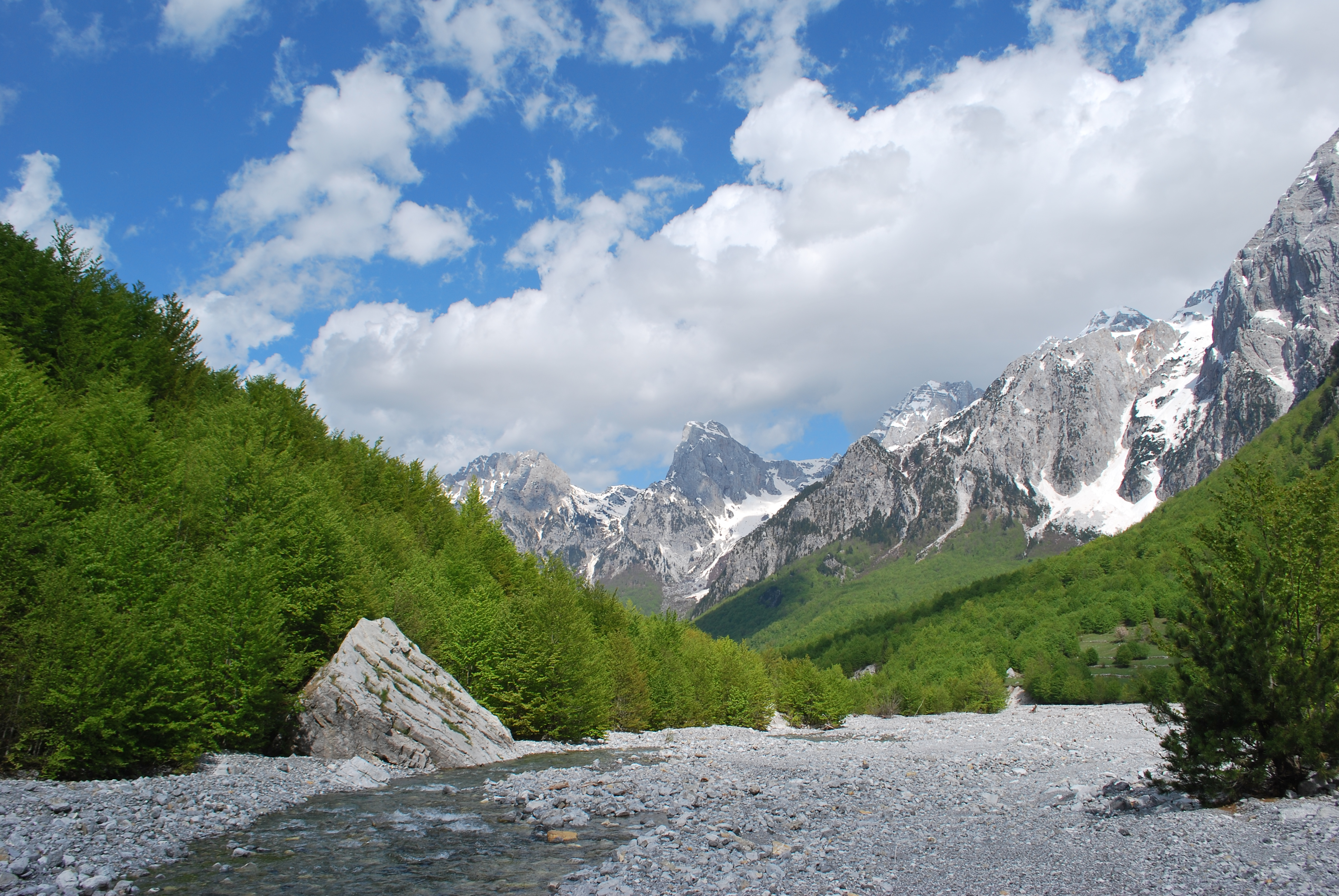
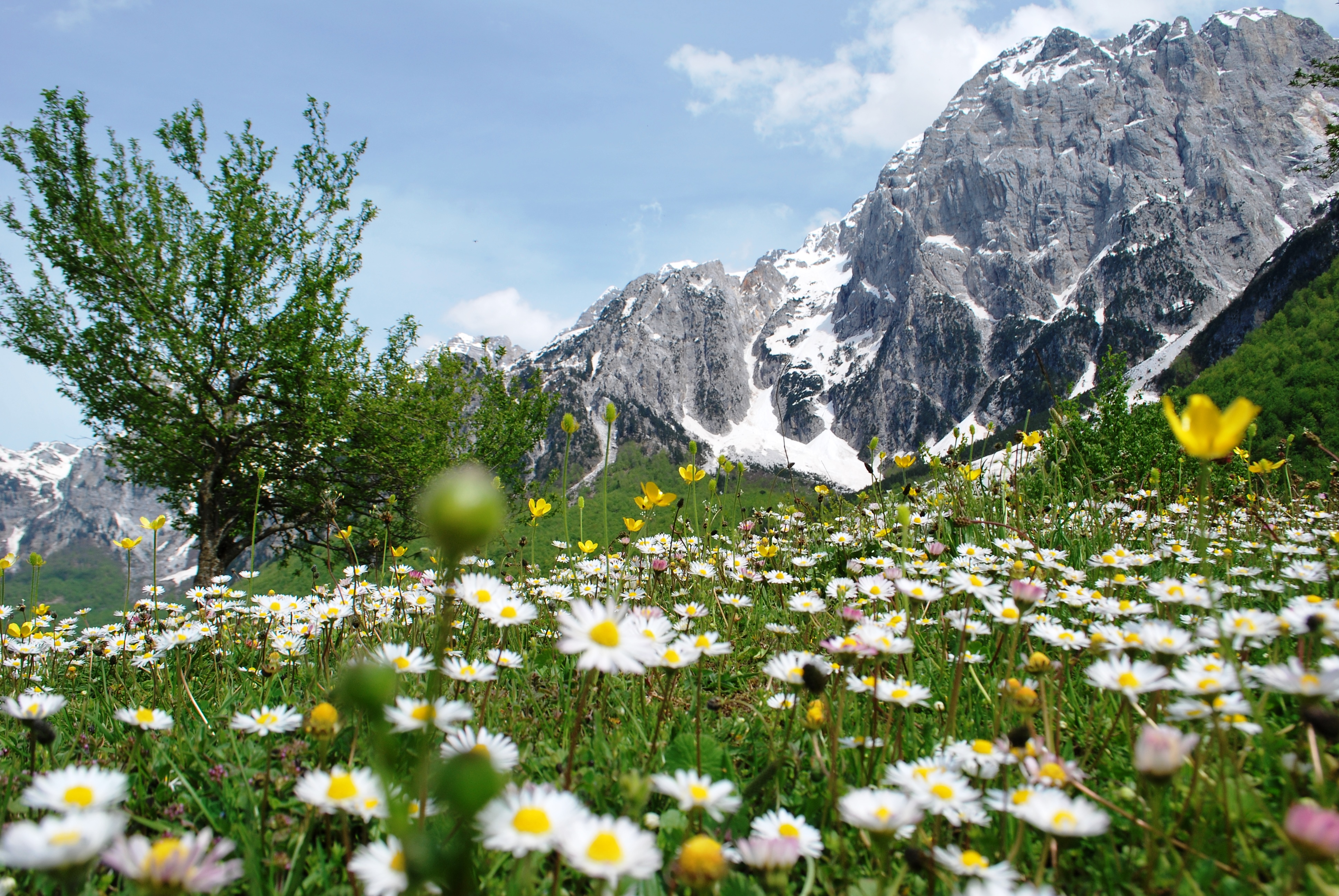
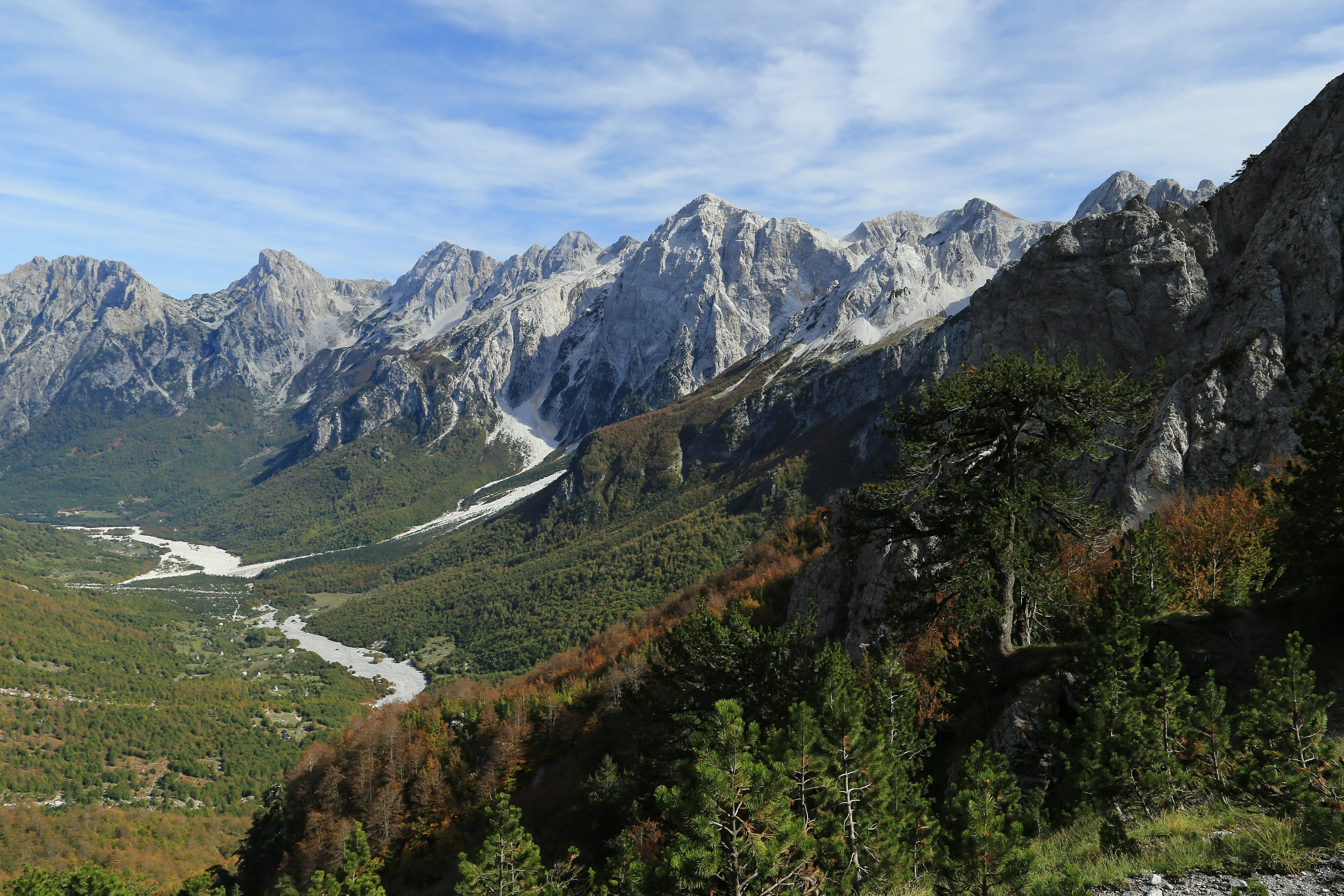
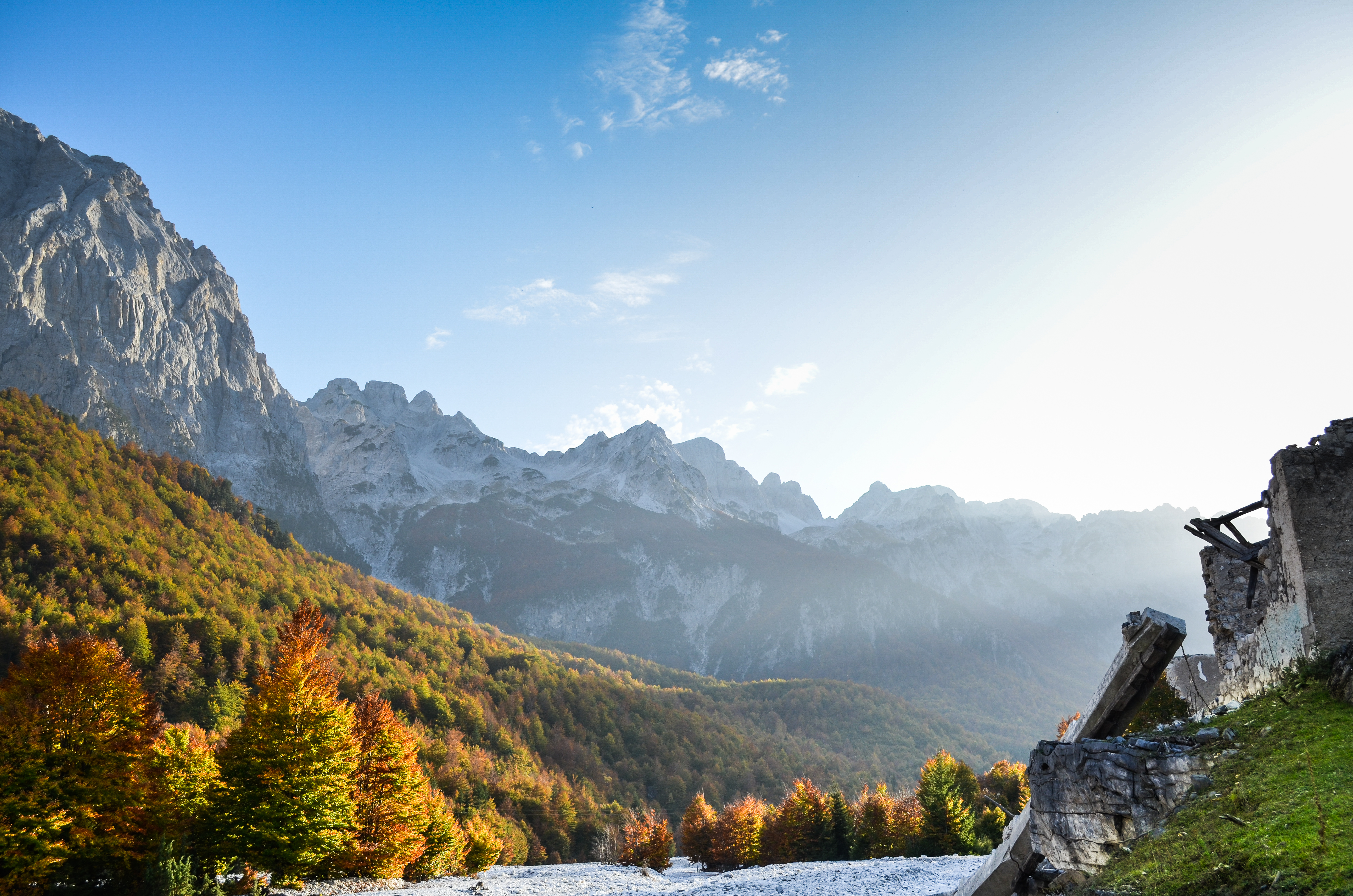
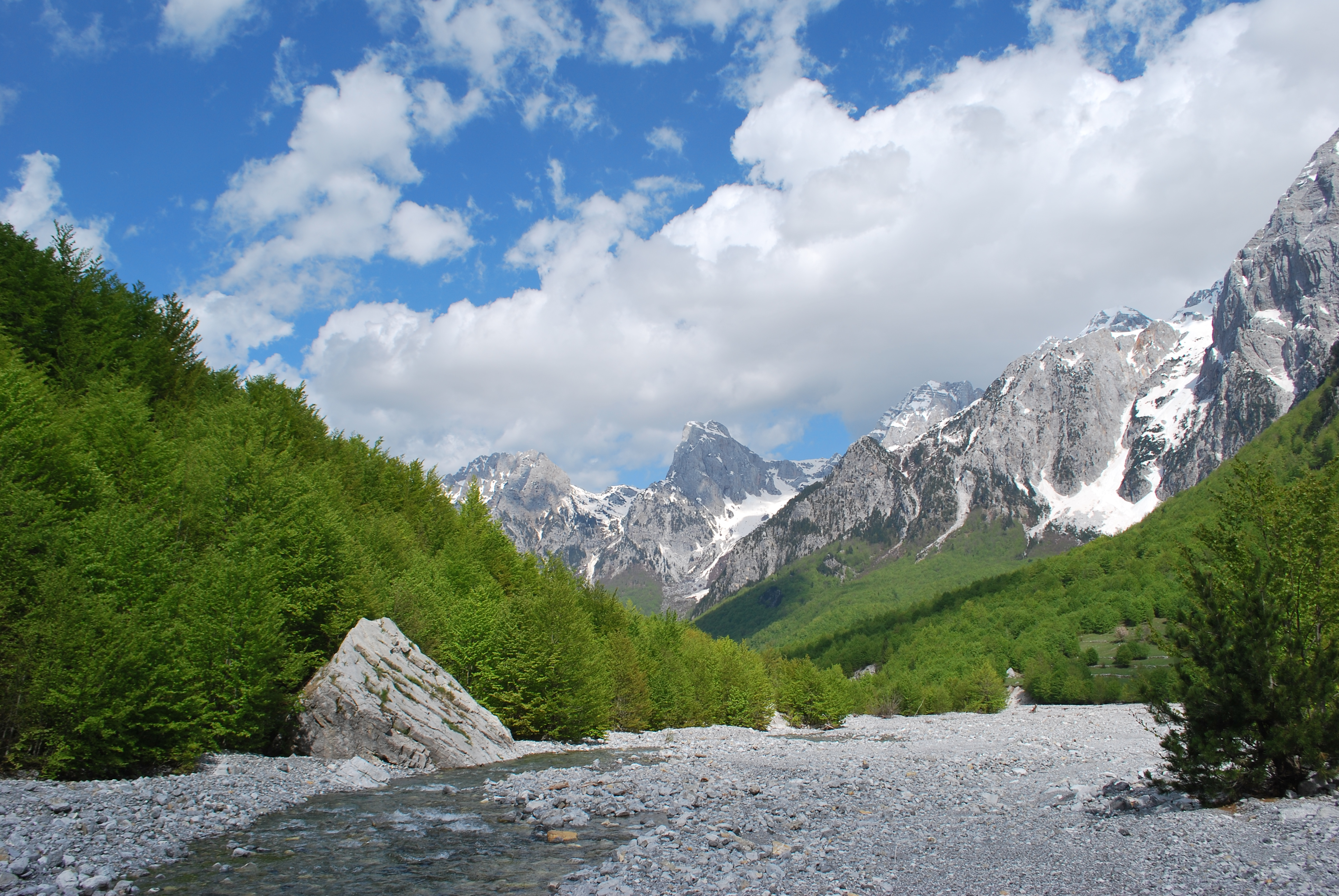
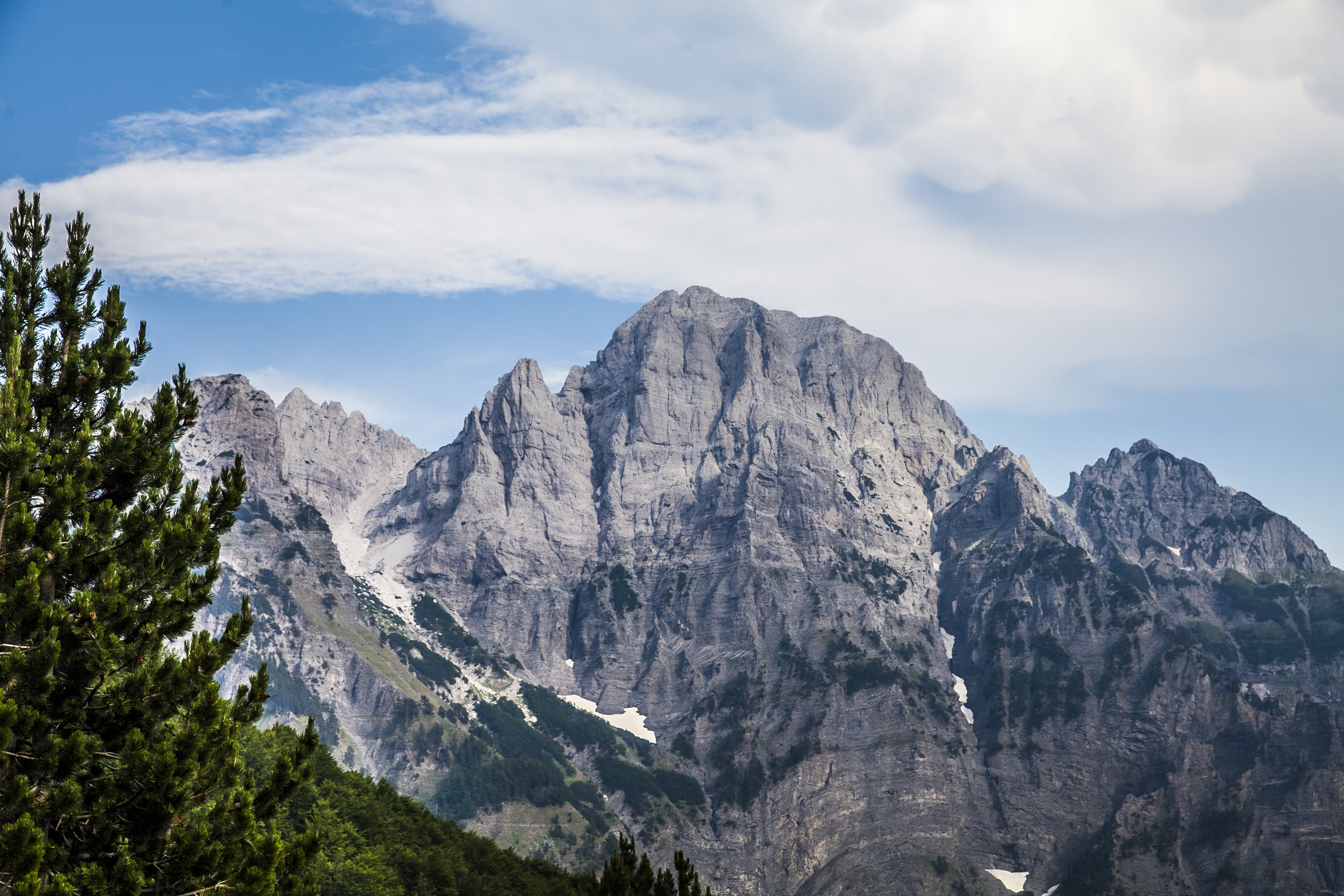